# Dos horas de balazos
Dos horas de Balazos es una canción del cantautor Salvador Flores Rivera (1920-1987), también conocido como Chava Flores.
Según el mismo Chava Flores, esta fue su primera canción, y la escribió en 1952 en la cafetería de la XEW, de México. La letra está inspirada en las películas de vaqueros de los primeros años del cine norteamericano.
Así mismo, relata la emoción de los espectadores con la acción desarrollada en una película ambientada cerca de la frontera con México. Eran los tiempos en que los cinemas proyectaban hasta tres películas por el costo de un boleto.
La canción tuvo gran repercusión en el centro y el norte de México cuando fue interpretada por los Hermanos Reyes, un grupo musical de Jalisco, en el filme Amor de locura (Rafael Baledón, 1953).

## Historia que cuenta la canción
En la melodía, la letra narra en tercera persona cómo un aficionado al cine cuenta la revisión de un filme ficticio donde aparecen Tom Mix, Buck Jones, Bill Boy y Tim McCoy como personajes que intervienen en un tiroteo que duró dos horas contra unos ladrones que querían robar la hacienda del padre de la "muchacha". 
La trama cuenta como los "sherifes" son vencidos por los ladrones por lo que tuvieron que escapar. Poco después llegaron los cuatro "muchachos" (los policías) para enfrentarlos y darles pelea. La contienda dura dos horas, de las 6 PM a las 8 PM. Al verse perdido, el jefe de la banda de ladrones huye hacia la frontera con México y es perseguido por uno de los policías. 
Durante la persecución, el matón pierde su cartuchera, y cuando lo alcanza el "muchacho" no tiene balas para matarlo. Sin embargo, al verle desarmado, el policía tira su arma y confronta al maleante a puño limpio, venciéndolo de manera humillante.
En la canción, el personaje que cuenta la historia (en tercera persona) hace crítica de uno de los problemas clásicos en las películas: el director de la misma dejó un hueco argumental al mencionar que "si eran cuatro pretendientes, ¿con quién se quedó la chica?"; pero al mismo tiempo, a manera de juego argumental, Chava Flores deja un hueco también representado en la incógnita de quién es el "muchacho más sabroso" que venció al jefe de los maleantes.